# Guatteria oblanceolata
Guatteria oblanceolata este o specie de plante angiosperme din genul Guatteria, familia Annonaceae, descrisă de Robert Elias Fries. Conform Catalogue of Life specia Guatteria oblanceolata nu are subspecii cunoscute.